# زیو رچتر
زیو رچتر (عبری: זאב רכטר‎؛ ۱۸۹۹ – ۱۹۶۰) معمار اهل اسرائیل بود.